# Astana
 Denne artikel omhandler den kasakhiske hovedstad. For cykelholdet Astana, se Astana Team.
Astana er Kasakhstans hovedstad og næststørste by efter Almaty. Byen vokser hurtigt, da den ligger i en speciel økonomisk zone i provinsen Aqmola i det nordlige Kasakhstan. Hovedstaden er dog politisk set separeret fra Aqmola, der har sin egen hovedstad.
Byen har tidligere heddet Akmolinsk, Tselinograd, Akmola, Astana og Nur-Sultan. Den 23. marts 2019 skiftede byen officielt navn fra Astana til Nur-Sultan i forbindelse med Præsident Nursultan Naserbajevs afgang. Den 17. september 2022 offentliggjorde Kasakhstans præsident Kassym-Jomart Tokayev at byen igen ville få sit tidligere navn, Astana.
I 1950'erne blev stedet centrum for den sovjetiske Ny land kampagne for at indvinde mere landbrugsjord. Det betød, at bybilledet ændrede sig og udviklingen af byen blev fremmet. Efter at Kasakhstan opnåede uafhængighed fra Sovjetunionen, blev det besluttet at flytte hovedstaden og byen blev hovedstad den 10. december 1997. I den sydlige del af byen opstod der så et moderne regeringsdistrikt med markante bygninger som Bajterek-tårnet, Khan Shatyr og freds- og harmonipyramiden. Siden Astana har været hovedstad, har byen oplevet en stærk økonomisk vækst. Dette er ledsaget af en kraftig befolkningstilvækst og høj byggeaktivitet.

## Historie

### Middelalderen (VIII-XVIII)
For mange århundreder siden var Bozok-bosættelsen placeret på det moderne Astanas territorium. Det var en militær fæstning i steppesektionen ved Silkevejen. Etymologien af det tyrkiske ord "Boz" har flere betydninger såsom 'uberørt jord', 'jomfru jord' og 'fjergræs'. Stedet var en stor bebyggelse i det 12.-14. århundrede. I nutiden udvider Astana sig på det gamle Bozoks territorium.

### 1830–1918
Bosættelsen Akmoly blev grundlagt af sibirske kosakker i 1830 ved floden Isjim og blev samme år sæde for en okrug (forvaltningsenhed). I 1832 fik bebyggelsen bystatus og fik navnet Akmolinsk.
I 1838, på højden af den store nationale befrielsesbevægelse, blev fæstningen Akmolinsk brændt. Efter undertrykkelsen af befrielsesbevægelsen blev fæstningen genopbygget.
Den 16. juli 1863 blev Akmolinsk officielt erklæret som en ujezd. 1869 blev Akmolinsks eksterne distrikt og afdeling opløst, og Akmolinsk blev centrum for den nyetablerede Akmolinsk Oblast.. I 1893 var Akmolinsk en ujezd med 6.428 indbyggere, 3 kirker, 5 skoler, et gymnasium og 3 fabrikker.

### Den sovjetiske tid
Under 2. verdenskrig blev Akmolinsk en del af en rute for transport af ingeniørværktøj og udstyr fra evakuerede anlæg. Lokale industrier blev udpeget til at forsyne hjemmefronterne med alt nødvendigt materiale. I efterkrigsårene blev Akmolinsk et fyrtårn for økonomisk genoplivning i den vestlige del af Sovjetunionen, der blev ødelagt af krigen. Derudover blev mange russisk-tyskere genbosat her efter at være blevet deporteret under Josef Stalins styre.
I 1960'erne blev byen fuldstændig forvandlet. I 1963 begyndte arbejdet med de tre første nye højhuskvarterer. Derudover modtog byen en række nye monumentale offentlige bygninger, herunder et ungdomspalads, et sovjethus, en ny lufthavn og flere sportssteder.

### Fra 1991 til nutiden
Efter opløsningen af Sovjetunionen og den deraf følgende uafhængighed af Kasakhstan, blev byens oprindelige navn genoprettet i den modificerede form Akmola. Den 6. juli 1994 vedtog Kasakhstans Øverste Råd dekretet "Om overførsel af Kasakhstans hovedstad". Efter at Kasakhstans hovedstad blev flyttet til Akmola den 10. december 1997, blev byen derfor omdøbt til Astana i 1998. Den 10. juni 1998 blev Astana præsenteret som hovedstad internationalt. På grund af byens gunstige geografiske beliggenhed, nærheden til de store økonomiske centre i regionen, gode transportfaciliteter og et relativt gunstigt klima blev Astana valgt som hovedstad. Siden Astana har været hovedstad, har byen oplevet en stærk økonomisk vækst. Dette er ledsaget af en kraftig befolkningstilvækst og en høj byggeaktivitet.

## Geografi

### Klima
Astana er formet af det kontinentale klima. Den gennemsnitlige vintertemperatur er omkring -15 grader celsius med lejlighedsvis nattefrost ned til -40 grader celsius. Den absolutte minimumstemperatur er -51,6 grader celsius. I modsætning hertil registreres toptemperaturer på over 35 grader celsius om sommeren. Typisk er byens flod frosset til mellem den anden uge af november og begyndelsen af april. Astana er kendt for dets hyppige kraftige vinde.
| Vejr for Nur-Sultan               | Vejr for Nur-Sultan | Vejr for Nur-Sultan | Vejr for Nur-Sultan | Vejr for Nur-Sultan | Vejr for Nur-Sultan | Vejr for Nur-Sultan | Vejr for Nur-Sultan | Vejr for Nur-Sultan | Vejr for Nur-Sultan | Vejr for Nur-Sultan | Vejr for Nur-Sultan | Vejr for Nur-Sultan | Vejr for Nur-Sultan |
|                                   | Jan                 | Feb                 | Mar                 | Apr                 | Maj                 | Jun                 | Jul                 | Aug                 | Sep                 | Okt                 | Nov                 | Dec                 | År                  |
| --------------------------------- | ------------------- | ------------------- | ------------------- | ------------------- | ------------------- | ------------------- | ------------------- | ------------------- | ------------------- | ------------------- | ------------------- | ------------------- | ------------------- |
| Gennemsnitlig maks °C             | −10,1               | −9,4                | −2,4                | 11                  | 20,5                | 25,9                | 26,8                | 25,3                | 18,9                | 9,7                 | −1,7                | −8,1                | 8,9                 |
| Gennemsnitlig °C                  | −14                 | −13,9               | −7,3                | 5,5                 | 14,1                | 19,4                | 20,8                | 19                  | 12,8                | 4,9                 | −5,5                | −12,2               | 3,6                 |
| Gennemsnitlig min °C              | −17,9               | −18,4               | −12,1               | —                   | 7,6                 | 12,9                | 14,9                | 12,6                | 6,6                 | 0,1                 | −9,3                | −16,2               | −1,6                |
| Gennemsnitlig nedbør mm           | 16,5                | 14,4                | 15,1                | 20,2                | 33,1                | 39,5                | 48,6                | 32,8                | 21,7                | 27,2                | 26,4                | 21,7                | 317,2               |
| Kilde: Погода и климат Нур-Султан |                     |                     |                     |                     |                     |                     |                     |                     |                     |                     |                     |                     |                     |